# Олимпијски савет Азије
Олимпијски савет Азије (ОСА; енгл. Olympic Council of Asia, OCA), међународна је олимпијска организација која тренутно броји 45 националних олимпијских комитета у Азији. Тренутни председник Савета је раџа Рандир Синг, који је на том месту наследио шеика Фахада ел Сабаха. Најстарији чланови који су ступили у Олимпијски савет Азије су Јапан и Филипини, које је признао Међународни олимпијски комитет 1911. године. Најновији члан ОСА је Источни Тимор, који се придужио 2003.
Седиште олимпијског савета је у граду Кувајту.

## Историја
Године 1948, током Летњих олимпијских игара 1948, азијски национални олимпијски комитети одлучили су да организују Азијске игре. Следеће године је организована Азијска играчка федерација из које је 16. новембра 1982. насто Олимпијски савет Азије у Њу Делхију. Међународни олимпијски комитет признао је ту организацију исте године.

## Чланови
У следећој табели су представљени чланови Олимпијског савета Азије заједно с годинама оснивања њиховог комитета и МОК-овог признања истог. НОК Макаоа признао је Олимпијски савет Азије, али га није признао Међународни олимпијски комитет па зато Макао нема право учествовања на Олимпијским играма. ОСА такође укључује комитете других области и територија: Кинески Тајпеј, Хонг Конг и Палестина.
| Држава/Регија             | Кôд | Национални олимпијски комитет (НОК)                       | Национални олимпијски комитет (НОК) | Национални олимпијски комитет (НОК) | Реф.   |
| Држава/Регија             | Кôд | Име НОК-а                                                 | Основан                             | Признање МОК-а                      | Реф.   |
| ------------------------- | --- | --------------------------------------------------------- | ----------------------------------- | ----------------------------------- | ------ |
| Авганистан                | AFG | Национални олимпијски комитет Авганистана                 | 1935.                               | 1936.                               | [ 2 ]  |
| Бахреин                   | BRN | Олимпијски комитет Бахреина                               | 1978.                               | 1979.                               | [ 3 ]  |
| Бангладеш                 | BAN | Олимпијски савез Бангладеша                               | 1979.                               | 1980.                               | [ 4 ]  |
| Бутан                     | BHU | Олимпијски комитет Бутана                                 | 1983.                               | 1983.                               | [ 5 ]  |
| Брунеј                    | BRU | Национални олимпијски савет Брунеја Дарусалам             | 1984.                               | 1984.                               | [ 6 ]  |
| Камбоџа                   | CAM | Национални олимпијски комитет Камбоџе                     | 1983.                               | 1994.                               | [ 7 ]  |
| Кина                      | CHN | Олимпијски комитет Кине                                   | 1910.                               | 1979.                               | [ 8 ]  |
| Источни Тимор             | TLS | Национални олимпијски комитет Источног Тимора             | 2003.                               | 2003.                               | [ 9 ]  |
| Хонг Конг                 | HKG | Спортска федерација и олимпијски комитет Хонг Конга, Кина | 1950.                               | 1951.                               | [ 10 ] |
| Индија                    | IND | Олимпијски савез Индије                                   | 1927.                               | 1927.                               | [ 11 ] |
| Индонезија                | INA | Олимпијски комитет Индонезије                             | 1946.                               | 1952.                               | [ 12 ] |
| Иран                      | IRI | Национални олимпијски комитет Исламске Републике Иран     | 1947.                               | 1947.                               | [ 13 ] |
| Ирак                      | IRQ | Национални олимпијски комитет Ирака                       | 1948.                               | 1948.                               | [ 14 ] |
| Јапан                     | JPN | Олимпијски комитет Јапана                                 | 1911.                               | 1912.                               | [ 15 ] |
| Јордан                    | JOR | Олимпијски комитет Јордана                                | 1957.                               | 1963.                               | [ 16 ] |
| Казахстан                 | KAZ | Национални олимпијски комитет Републике Казахстан         | 1990.                               | 1993.                               | [ 17 ] |
| Северна Кореја            | PRK | Олимпијски комитет Демократске Народне Републике Кореје   | 1953.                               | 1957.                               | [ 18 ] |
| Јужна Кореја              | KOR | Олимпијски комитет Јужне Кореје                           | 1946.                               | 1947.                               | [ 19 ] |
| Кувајт                    | KUW | Олимпијски комитет Кувајта                                | 1957.                               | 1966.                               | [ 20 ] |
| Киргистан                 | KGZ | Национални олимпијски комитет Киргиске Републике          | 1991.                               | 1993.                               | [ 21 ] |
| Лаос                      | LAO | Национални олимпијски комитет Лаоса                       | 1975.                               | 1979.                               | [ 22 ] |
| Либан                     | LBN | Олимпијски комитет Либана                                 | 1947.                               | 1948.                               | [ 23 ] |
| Макао                     | MAC | Спортски и олимпијски комитет Макаоа                      | 1989.                               | 1989.                               | [ 24 ] |
| Малезија                  | MAS | Олимпијски савет Малезије                                 | 1953.                               | 1954.                               | [ 25 ] |
| Малдиви                   | MDV | Олимпијски комитет Малдива                                | 1985.                               | 1985.                               | [ 26 ] |
| Монголија                 | MGL | Национални олимпијски комитет Монголије                   | 1956.                               | 1962.                               | [ 27 ] |
| Мјанмар                   | MYA | Олимпијски комитет Мјанмара                               | 1947.                               | 1947.                               | [ 28 ] |
| Непал                     | NEP | Олимпијски комитет Непала                                 | 1962.                               | 1963.                               | [ 29 ] |
| Оман                      | OMA | Олимпијски комитет Омана                                  | 1982.                               | 1982.                               | [ 30 ] |
| Пакистан                  | PAK | Олимпијски савез Пакистана                                | 1948.                               | 1948.                               | [ 31 ] |
| Палестина                 | PLE | Олимпијски комитет Палестине                              | 1931.                               | 1995.                               | [ 32 ] |
| Филипини                  | PHI | Олимпијски комитет Филипина                               | 1911.                               | 1929.                               | [ 33 ] |
| Катар                     | QAT | Олимпијски комитет Катара                                 | 1979.                               | 1980.                               | [ 34 ] |
| Саудијска Арабија         | KSA | Олимпијски комитет Саудијске Арабије                      | 1964.                               | 1965.                               | [ 35 ] |
| Сингапур                  | SGP | Национални олимпијски савет Сингапура                     | 1947.                               | 1948.                               | [ 36 ] |
| Шри Ланка                 | SRI | Национални олимпијски комитет Шри Ланке                   | 1937.                               | 1937.                               | [ 37 ] |
| Сирија                    | SYR | Олимпијски комитет Сирије                                 | 1948.                               | 1948.                               | [ 38 ] |
| Кинески Тајпеј            | TPE | Олимпијски комитет Кинеског Тајпеја                       | 1960.                               | 1960.                               | [ 39 ] |
| Таџикистан                | TJK | Национални олимпијски комитет Републике Таџикистан        | 1992.                               | 1993.                               | [ 40 ] |
| Тајланд                   | THA | Национални олимпијски комитет Тајланда                    | 1948.                               | 1950.                               | [ 41 ] |
| Туркменистан              | TKM | Национални олимпијски комитет Туркемистана                | 1990.                               | 1993.                               | [ 42 ] |
| Уједињени Арапски Емирати | UAE | Национални олимпијски комитет Уједињених Арапских Емирата | 1979.                               | 1980.                               | [ 43 ] |
| Узбекистан                | UZB | Национални олимпијски комитет Републике Узбекистан        | 1992.                               | 1993.                               | [ 44 ] |
| Вијетнам                  | VIE | Олимпијски комитет Вијетнама                              | 1976.                               | 1979.                               | [ 45 ] |
| Јемен                     | YEM | Олимпијски комитет Јемена                                 | 1971.                               | 1981.                               | [ 46 ] |

Премда је трансконтинентални Казахстан члан ОСА, та организација не укључује Русију, Јерменију, Азербејџан, Грузију и Турску иако су те државе делом или целом својом територијом део азијског континента. Све ове земље су данас чланице Европског олимпијског комитета (ЕОК).

### Бивши чланови
| Држава | Кôд | Национални олимпијски комитет (НОК) | Национални олимпијски комитет (НОК) | Национални олимпијски комитет (НОК) | Реф.   |
| Држава | Кôд | Име НОК-а                           | Основан                             | Признање МОК-а                      | Реф.   |
| ------ | --- | ----------------------------------- | ----------------------------------- | ----------------------------------- | ------ |
| Израел | ISR | Олимпијски комитет Израела          | 1933.                               | 1952.                               | [ 47 ] |

Израел је био део Азијске играчке федерације. Године 1981. та организације је распуштена и настао је Олимпијски савет Азије из кога је Израел био искључен исте године због Израелско-арапског сукоба. Израел је данас члан Европског олимпијског комитета.